# Arthroleptis xenochirus
Arthroleptis xenochirus е вид жаба от семейство Arthroleptidae. Видът не е застрашен от изчезване.

## Разпространение
Разпространен е в Ангола, Демократична република Конго, Замбия, Малави и Танзания.